# KENTA (プロレスラー)
KENTA（ケンタ、1981年3月12日 - ） は、日本の男性プロレスラー。埼玉県草加市出身、本名・旧リングネームは、小林 健太（こばやし けんた）。WWEでのリングネームはヒデオ・イタミ（Hideo Itami）。プロレスリング・ノア所属。血液型O型。

## 来歴

### デビュー以前
修徳高校時代は野球に打ち込みつつ、遠藤光男（日本アームレスリング連盟会長）の主宰するエンドウズジムに入会。卒業にあたり、遠藤にプロレスラー志望の意を伝えると、遠藤が旧知の小橋建太宛に履歴書を送り、「一般公募オーディションに参加するように」との返事を貰ったとされる。

### 全日本プロレス
1999年、全日本プロレスが初めて行った一般公募オーディションに参加し合格する。練習初日、余りの練習の厳しさに合格者が次々と倒れこんでいく中、テレビのインタビュアーに「後悔していませんか？」と訊ねられたところ、「いえ、していません」と答えていた。2000年（平成12年）3月11日、後楽園ホールでのバトルロイヤルでプレ・デビュー。合格者7名の中で唯一、同年5月24日に青森県総合運動公園体育館にて、丸藤正道を相手に本名の「小林健太」でデビューする。

### プロレスリング・ノア
デビュー直後の2000年6月16日、三沢光晴が中心となり全日本プロレスから分離し旗揚げされたプロレスリング・ノアに移籍。この頃、小橋がリーダーのユニット「バーニング」が崩壊、初代付き人の金丸義信も小橋から離れたのを機に2代目付き人となり、3代目の潮崎豪に引き継ぐまでの約4年間行動を共にすることになる。

#### 新人時代
飛び技主体のスタイルで戦っていたが、その路線には天才と名高い丸藤が居たため、いま一つ印象が薄く、当時練習生であった鈴木鼓太郎が自分が出来ない跳び技を軽々やってみせていたことから自分のスタイルに迷いが出てくる。師匠である小橋にオレンジ色を譲り受けるも度重なる怪我で戦列を離れた。自分はジュニア戦士なのだから飛び技を使えなければならないと思い意図的に飛び技を出していたためである。小橋に師事しトレーニングに励み、スタイルもパワーを強調したものになっていった。2002年（平成14年）5月27日、第5代ジュニアヘビー級トーナメント決勝で金丸に肉薄し、それ以降、積み重ねてきたキックボクシングを取り入れたキック中心のスタイルを確立していく。この頃からリングネームも「KENTA」へと改名した。

#### イケメンタッグ（丸KEN）
トップに近づくため、KENTAは丸藤とタッグを組み始める。性格はバラバラで特に仲良くもなかったが、タッグの相性は抜群であり、2003年7月16日、外敵タッグの獣神サンダー・ライガー・村浜武洋組を退け初代GHCジュニアヘビー級タッグ王座を獲得した。丸藤の魅せる動きと受け、KENTAのハードヒットという両極端だが、非常に分かり易いスタイル、そしてルックスの良さから「イケメンタッグ」あるいは両者の名前から「丸KEN」と称されるようになり、多くの女性ファンを呼び込むことに成功した。ただ見た目が良いだけではなく、試合をすれば必ず名勝負を演じ納得のフィニッシュで勝利を掴むことから、同時期のGHCヘビー級王者の小橋と並んで「名勝負製造機」「ジュニア版絶対王者」と賞され、ノアにおけるジュニアの台頭を生んだ。
2004年、「蹴撃七番勝負」を行ったが、初戦のフベントゥ・ゲレーラ以外は全敗という結果に終わる。2戦目の相手小川良成の持つGHCタッグ王座に挑戦を表明していたが、敗れてしまったために小川から鼓太郎とのタッグでGHCジュニアヘビー級タッグ王座挑戦が決定するも、これを返り討ちにする。この実績から三沢・小川組が持つGHCタッグへの挑戦が2004年4月25日に決定した（結果は敗北）。5月7日と8日に行われた第2回ディファカップに丸藤とのタッグで出場。決勝戦でタッグ歴6年を誇る日高郁人・藤田ミノル組と35分24秒にも及ぶ激闘を繰り広げ、最後にはブサイクへの膝蹴りで藤田を撃破し優勝を果たした。6月5日には金丸義信・杉浦貴組に敗れ、約2年に渡り9度の防衛に成功したGHCジュニアヘビー級タッグ王座から陥落。

#### GHC ジュニアヘビー級王者時代
2005年7月18日東京ドームにて金丸が保有するGHCジュニアヘビー級王座に挑戦し奪取に成功する。
その後、日本国外での防衛戦を経て2006年1月、先輩である丸藤を相手に防衛戦を行い、同年のベストバウト候補に挙がるほどの死闘を繰り広げついに丸藤越えを果たした。この防衛戦の高い評判により。丸藤と共に対ヘビー級路線に駆り出されるようになる。直後の3月には、師である小橋とこれまた激闘を繰り広げるも小橋のリストクラッチ式バーニングハンマーにより敗れた。その後も防衛戦を続けるも、6月杉浦に敗れ1年近く在位していた王座から陥落した。

#### ROH参戦、対ヘビー級路線
GHCジュニアヘビー級王座からは陥落したものの、かつてタッグを組んでいた丸藤が2006年9月に秋山を破りジュニアでありながらGHCヘビー級王座を戴冠。同年1月にGHCジュニアヘビー級王座の防衛戦で丸藤に勝利していた経緯から初防衛戦の相手として指名され、初のジュニアヘビー級同士によるGHCヘビー級選手権試合が行われた。1月の試合を超え、プロレス大賞にて2006年のベストバウトに選ばれる程の死闘を繰り広げたものの敗北する。
また2005年末よりアメリカのプロレス団体ROHに定期的に遠征するようになり、当時ROH世界王者だったブライアン・ダニエルソンとライバル関係になる。現地にてROH世界王座に挑戦して敗北することもあったが、2006年12月にノアマット初上陸を果たしたダニエルソンとリマッチを行い初勝利を収めた。
2006年から断続的に続いていた対ヘビー級路線は2007年に入り、森嶋猛とのシングルという形に結実した。2006年12月にSEMで引き分けたことに続き、2007年3月には日本武道館のメインイベントでROH世界王座戦（2007年1月に森嶋がROH世界王者になっていた。）という形で森嶋に挑むも敗北。その後、下記に示す石森太二とのタッグ結成により再びジュニアヘビー級戦線に戻るかと思われたが、対ヘビー級の能力も高く評価されており、アメリカで三沢を相手にGHCヘビー級選手権試合を行ったりする等、時々ヘビー級戦線に参戦している。

#### 石森太二とのタッグ結成
2007年初夏頃から石森とタッグを組むようになり、ジュニアヘビー級戦線の活発化のためノア初のジュニアタッグリーグ戦を提唱し実現する（日テレG+杯争奪ジュニアヘビー級タッグ・リーグ戦）。ジュニアヘビー級タッグ王者の鼓太郎&リッキー・マルビンの他、ROHの強豪タッグチーム：ブリスコ・ブラザーズや、丸藤がDDTプロレスリングの飯伏幸太と組んで参戦したことにより大成功を収めた上、王者チームを差し置いて優勝をも果たした。8月にはジュニアタッグリーグ優勝の勢いを駆ってGHCジュニアヘビー級タッグ王座に挑戦するも敗北。
その後しばらく目立った活動は無かったが、2008年3月20日 DRAGON GATE「THE GATE OF GENERATION」大田区体育館大会にて、DRAGON GATEに流出したGHCジュニアヘビー級タッグ王座（王者組：鷹木信悟・B×Bハルク）へ挑戦し、勝利して第9代GHCジュニアタッグ王者になる。しかし7月にはヒールファイトに目覚めた金丸義信・鈴木鼓太郎組に敗れて王座陥落してしまう。ここから両者の抗争がスタートし、2008年のジュニアタッグリーグの優勝決定戦で再び激突し、勝利を収め2年連続の優勝を決めた。

#### シングル王座返り咲き
2008年10月にブライアン・ダニエルソンの持つGHCジュニアヘビー級王座に挑戦。勝利を収めて3年ぶりにベルトを巻いた。初防衛戦は世界ジュニアヘビー級王座（全日本プロレスのタイトル）を奪取していた丸藤正道とのダブルタイトルマッチだったが、長年ライバル関係にある両者は一歩とも引かず、GHC史上初の60分フルタイムドローという結果になり防衛に成功する。
2009年5月17日には自身初となるプロデュース興行「CROSS ROAD」を開催し、メインで因縁浅からぬ秋山とシングルマッチを実現させた。KENTAも激闘を展開するが、結果は敗戦。10月28日に第1回ジュニアヘビー級リーグ戦の鼓太郎戦で右ひざ前十字靭帯を断裂し、外側半月板を損傷した。10月31日には負傷に伴う長期離脱のため、GHCジュニアヘビー級王座を返上した。

#### DIS OBEYからNO MERCYへ
2011年1月、『The First Navig.2011』が始まると、正パートナー不在のKENTAが金丸とのタッグチーム結成に個人的に興味がある旨の発言をする。これを受け、同月23日のアクロス福岡大会で、金丸がKENTAにタッグを結成するのかしないのかハッキリとするようにリング上でマイクアピールした。KENTAは金丸に耳打ちし、金丸は「分かった」とのみ発言し退場する。このときの発言内容は二人以外には明かされなかったが、後日ある条件を提示したと明かされた。同月29日のツアー最終戦・後楽園ホール大会における第4試合、潮崎豪、小川良成、KENTA組対モハメド・ヨネ、金丸、平柳玄藩組の試合終盤で、KENTAは味方である潮崎と小川を突如攻撃、パイプ椅子による殴打を敢行。直後、金丸や平柳・ヨネと握手、抱擁し、さらには「これからが新しいディスオベイの始まり」とマイクアピールをしチーム加入を宣言した。なお、試合後の控室で先日提示した条件の内容は不明のままであるが、条件は成約したことがKENTAの口から告げられた。3月5日、有明コロシアム大会のディスオベイ対健介オフィスの8人タッグマッチで、試合途中で仲間割れを起こし、モハメド・ヨネをKENTAが椅子攻撃、続いて金丸とKENTAが二人の得意技を見舞った。嫌がる平柳にも無理矢理ヨネへ椅子攻撃をするよう促し敢行させた。マイクアピールでKENTA・金丸・平柳で新たにチームを結成する旨を宣言した。なお、以前に金丸に提示した加入の条件はヨネを外すことであると明かした。3人はヨネ排除の理由として、ヨネは中途半端でイメージが悪いためとしている。後日、金丸・KENTA・平柳の新チームの名称はノー・マーシー（No Mercy）であると発表され、追放したヨネと抗争を展開する。4月にヨネ対NO Mercy3番勝負が行われ、第1試合で平柳、第2試合で金丸に勝利したヨネに第3試合で激突。疲労困憊の状態だったヨネに快勝した直後にKENTAはマイクを握り、NO Mercy設立の根本的理由を話した後、NOAHが不況に陥っていながらも、現場の状況を見ようともせずに憤然とNOAHのフロントを牛耳っている仲田龍GMを名指して、「さっさとフロントから退け！」と言い放ち、NOAHの開拓と仲田GMへの宣戦布告を宣言した。6月11日、ヨネと再び対戦するも、ヨネの断崖式キン肉バスターでエプロン際に設置された机に脳天から落下、まさかの失神を起こしレフェリーストップによる敗北を喫した。6月26日、高山善廣・佐野巧真組と対戦（パートナーは金丸）、高山が佐野をエベレストジャーマンで裏切りNO MERCY入りを表明、加入を受け入れNOAH改革に一層の勢いを付けた。11月、杉浦貴とのシングルマッチで杉浦に勝利し、潮崎の持つGHCヘビー級ベルトの挑戦権を獲得する。同月下旬のグローバル・リーグにも出場、同大会での杉浦との再戦ではフロントネックロックで絞め落とされ128秒殺されるも快調に勝利を重ねていき、決勝戦で森嶋に敗れるが準優勝となった。12月に潮崎のGHCヘビー級ベルトに挑戦するも、グローバル・リーグで左膝を負傷していたため、go 2 sleepを潮崎に喰らわせることはできたものの入りが浅く、最後は潮崎のリミットブレイクでKENTAが敗れた。以降膝の怪我のため欠場し、12月には2011年プロレス大賞技能賞を受賞した。
2012年7月22日に復帰後は本格的に主戦場をヘビー級に移す。9月に大阪府立体育会館で森嶋の持つGHCヘビー級ベルトに挑戦し、体重差がある中熱戦を繰り広げるも敗戦。10月にマイバッハ谷口とのタッグでGHCタッグベルトを奪取した。自身初めてのヘビー級のベルト獲得となった。しかし初防衛戦で潮崎・斎藤組に敗れ、短期政権に終わった。11月グローバル・リーグ戦で初優勝する。試合後、リング上でノア再興を宣言した。
2013年1月27日、大阪府立体育会館で森嶋を破りGHCヘビー級王座を奪取する。以後、約1年にわたって同王座を防衛し、同年のプロレス大賞で殊勲賞を受賞した。2014年（平成26年）1月5日、森嶋に敗れ、王座を失った。
2014年4月30日、プロレスリング・ノアを退団。ノアラストマッチは5月17日の丸藤正道と組み杉浦貴&中嶋勝彦との対戦となった。試合はKENTAが中嶋に生膝でのgo2sleepで勝利した。

### WWE

#### NXT
2014年7月12日、WWE大阪公演（舞洲アリーナ大会）にてハルク・ホーガンの呼び込みで登場、リング上にてWWEとの公開契約を行った。9月12日、NXT・Takeover Fatal 4 Wayにてヒデオ・イタミのリングネームで活動することを発表。リングネーム発表後、バックステージから現れたジ・アセンションに因縁をつけられるも返り討ちにしてみせた。18日、NXTデビューマッチではジャスティン・ガブリエルとシングルマッチを行いダイビング・フットスタンプで仕留め、デビュー戦初勝利を飾った。10月2日、因縁のあるジ・アセンションのビクターとシングルマッチを行う予定であったが入場してリング内に入ると同時にビクターとセコンドであるコナーから襲撃されてしまいレフェリー達が割って入るも事態を収拾する事ができなかった。同月9日にはビクターと再戦を行い、ドロップキックを決めて勝利するが、試合後に応援者であるフナキがコナーに捕まって痛めつけられているところで気を取られてしまい、ビクターから復讐されてしまう。果てにはコナーとビクターからロープに挟まれてしまい、フナキがフォール・オブ・マンを喰らわされる姿を見せつけられてしまった。何度も襲撃される事に憤怒。遂にパートナーを呼ぶ事になり、11月6日にフィン・ベイラーを連れて対戦し、完勝した。12月11日、Takeover R Evolutionにてジ・アセンションと決着戦を行う際、入場用の拳法着のようなガウンとコスチュームを一新して登場（GHCジュニアヘビー級王者時代を彷彿とさせる黄色と茶色ではなく黒を基調としている）。試合途中にはヒデオチャントを浴び、未遂ながらもgo 2 sleepを決めようとするなど観客からの声援を受けて最後はベイラーとダイビング・フット・スタンプを決めて勝利した。

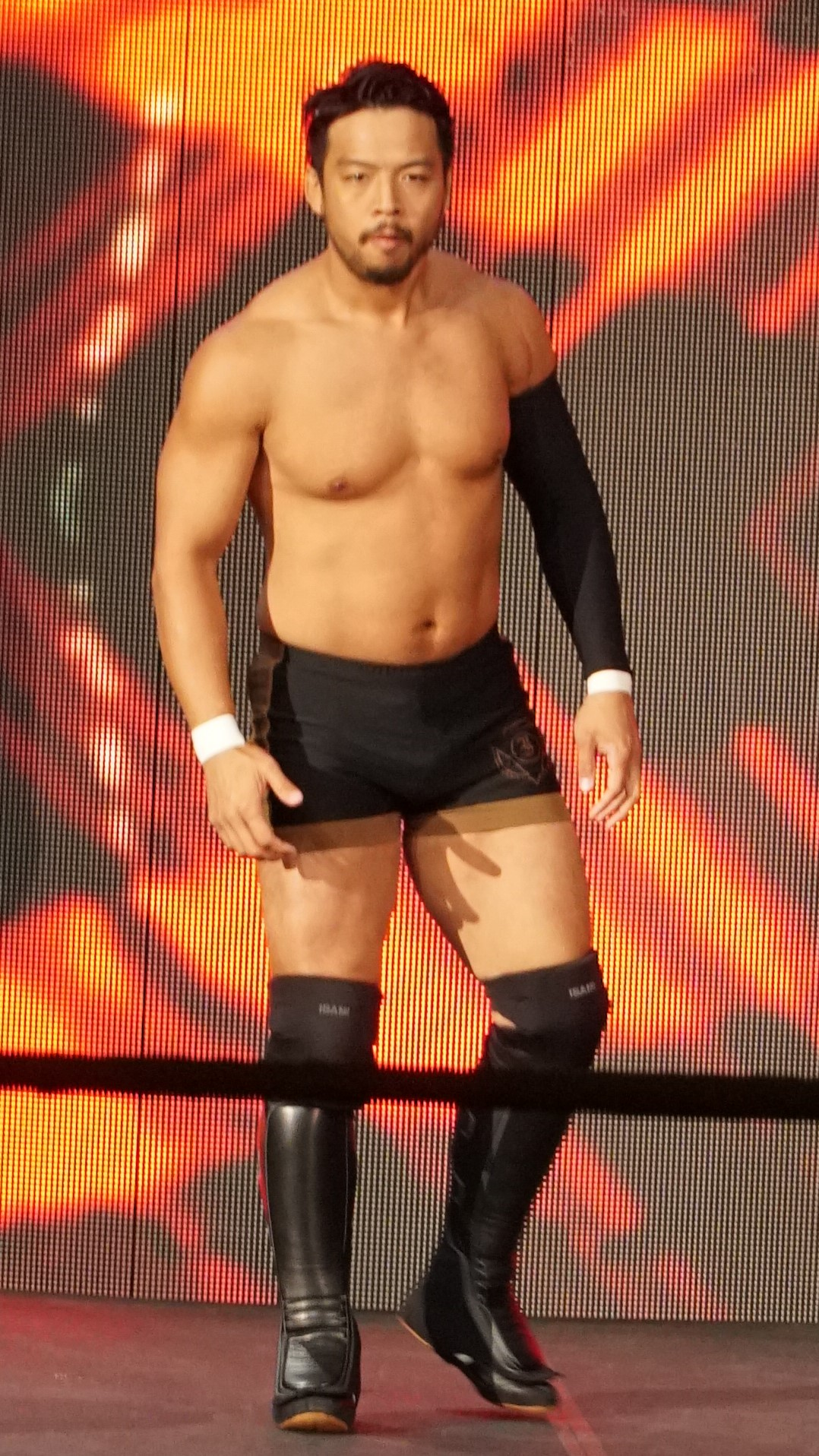
2018年　WWE

2015年3月26日、WrestleMania 31のWrestleMania AxxessにてWrestleMania 31で行われるアンドレ・ザ・ジャイアント・メモリアル・バトルロイヤルでのNXT選手枠を賭けたトーナメントに出場。1回戦でエイドリアン・ネヴィル、決勝でベイラーから勝利して優勝を飾り、出場権を獲得した。同月29日、WrestleMania 31にてアンドレ・ザ・ジャイアント・メモリアル・バトルロイヤルに出場。ボー・ダラスにキックを放って脱落させたものの直後に背後にいたビッグ・ショーにより投げ落とされてしまった。5月7日、肩を故障。6ヶ月から8ヶ月に及ぶ長期欠場が見込まれ、5月20日のTakeover Unstoppableでタイラー・ブリーズ、ベイラーとのトリプルスレットマッチ形式によるNXT王座挑戦権争奪マッチを何者かに襲撃されて肩を負傷するというアングルが組まれキャンセル。また、7月に日本で行われるWWE Liveについても手術した事により欠場する事が発表された。
2016年6月30日、NXT Liveにて復帰。ノア時代から交流のあるTM61（マイキー・ニコルス & シェイン・ヘイスト）と組んでサモア・ジョー & ウェスリー・ブレイク & ティノ・サバテリと対戦。復帰戦を勝利で飾った。8月3日、NXTにてCWCの出場者であるショーン・マルタと対戦。最後にブサイクへの膝蹴りを決めてテレビマッチでの復帰戦を勝利で飾った。
2017年5月20日、Takeover ChicagoにてNXT王座を保持するボビー・ルードに挑戦。中盤にはグロリアスDDTを喰らい窮地に陥るが起き上がらされたところを隙を突いてGTSを決める。打撃戦を展開して再度GTSを見舞おうとするが切り返されるとグロリアスDDTを決められ敗戦した。

#### WWE
11月21日、WWE・205 Liveにてプロモーションを展開。登場予告をされる。12月18日、RAWにてフィン・ベイラーがザ・ミズトラージ（カーティス・アクセル & ボー・ダラス）とのハンディキャップマッチを行うが2人よりルールを無視しての集中攻撃に遭いレフェリーより試合を止められるが、尚も攻撃を加えられるベイラーを助ける為にバックステージより登場。試合形式をタッグマッチとして続ける事になり、最後にアクセルにGTSを決めて勝利した。同月19日、205 Liveに登場。コリン・デラニーと対戦。序盤より一方的な展開で攻め、最後にランニング・ドロップキックからGTSに繋げて勝利した。
2018年9月1日に両国国技館にて開催された丸藤正道デビュー20周年記念大会に出場。メインイベントで丸藤と対戦し、ポールシフト式エメラルドフロウジョンにて敗れる。なお、この試合に関しては、基本的に他団体への選手の派遣や貸出を行わないWWEが特例としてプロレスリング・ノアへ貸出を行っている。
2019年1月29日、WRESTLING OBSERVERよりWWEに求めていた契約解除が認められたと報じられ、2月22日付でWWEから正式に契約解除が発表された。ヒデオ・イタミではなく再びKENTAの名前でリングに戻ってくることを表明した。

### 新日本プロレス
6月9日、DOMINIONinOSAKA-JO HALLの第6試合の直後、KENTAは柴田勝頼と共に登場し、G1 CLIMAXに参戦表明をした。G1 CLIMAXは7月14日の前哨戦で初遭遇した棚橋弘至に「迷子が1人入ってきている」と評されるも、初戦でこの年優勝を果たす飯伏幸太、2戦目で棚橋を破るなど開幕から4連勝する。5戦目のオカダ・カズチカに敗れた後はそのまま4連敗となり、勝点8(4勝5敗)でシリーズを終えた。8月12日、石井智宏、YOSHI-HASHIのCHAOSメンバーと共にBULLET CLUB（バッドラック・ファレ、タマ・トンガ、タンガ・ロア）と6人タッグ戦において、石井からのタッチを断り共闘を拒否したと思いきやBULLET CLUB側の勝利に加担。その行動に柴田がKENTAに対して攻撃をするが、最終的にはKENTAが倒れこんだ柴田の上でアグラを組む姿を見せるなどし、BULLET CLUBに加入することを発表した。8月31日、イギリス・ロンドン・ザ・カッパー ボックスで開催されたビッグマッチ『NJPW Royal Quest』で前述の流れから遺恨が発生した石井の保持するNEVER無差別級王座に挑戦、石井は怒りのままに猪突猛進にKENTAを攻め立てるもトンガ、ロアが乱入した。介入後はKENTAが一気に流れを引き寄せ、最後はgo 2 sleepで石井からNEVER無差別級王座を奪取。9月15日、鹿児島大会で飯伏とIWGPヘビー級王座挑戦権利証を掛けて戦うも、敗れる。9月28日にアメリカ・ニューヨークでYOSHI-HASHIと防衛戦を行い初防衛に成功。11月3日、遺恨を深めてきた前王者の石井とリマッチを行う。試合はKENTAがキックで石井にダメージを蓄積させるが、石井も持ち前のタフネスで徹底抗戦。場内興奮のバチバチファイトは、KENTAがgo 2 sleepの二連発で辛勝。二度目の防衛に成功した。11月16日から開催されたWORLD TAG LEAGUE 2019に高橋裕二郎をパートナーにエントリーするも勝点は16点で終わる。その後は後藤洋央紀に対して挑発、介入を行い遺恨を深める。
2020年1月5日、東京ドーム大会の第五試合にて遺恨深まる後藤とNEVER戦を行う。真っ向から挑んだものの、最終的にはGTRを決められて王座陥落となった。同日、メインイベントで行われたIWGPヘビー級・IWGPインターコンチネンタル ダブル選手権試合オカダ対内藤哲也の試合後に乱入。勝者である内藤のマイクパフォーマンスを妨害し、go 2 sleepを敢行。KENTAも内藤の上であぐらをかくなどして場内は大ブーイングに包まれた。この乱入は、のちに史上最悪のバッドエンドと呼ばれることになった。1月6日、大田区総合体育館での「NEW YEAR DASH!!」のメインイベントでジェイ・ホワイトと組み、内藤・SANADA組と対戦。SANADAのオコーナーブリッジでホワイトが3カウントを取られてしまい、試合としては負けたが、試合後に内藤をノックアウトさせると｢俺がこの2本のベルト盗っちゃうよってこと！｣と宣言し、内藤との二冠戦が決定した。2月9日、「THE NEW BEGINNING in OSAKA」（大阪城ホール）のメインイベントにて試合中にBULLET CLUBに介入させるものの、BUSHI、高橋ヒロムによって排除され、最後には内藤のバレンティア→デスティーノで3カウントを取られ敗れる。リング上から控室に帰る際に観客との口論でもめるも、内藤に「KENTA NO TRANQUILO」と引き上げることを促されると、口論を途中で辞めて控室に引き下がった。8月22日、「NEW JAPAN CUP 2020 in the USA」決勝戦でデビッド・フィンレーを下し、優勝する。同時にジョン・モクスリーの持つIWGP USヘビー級王座への挑戦権利証を獲得した。権利証はその後、ジェフ・コブ、棚橋、フィンレー、ブロディ・キング、小島聡を相手に防衛を重ねる。
2021年2月3日、アメリカ・フロリダ州でのAEWダイナマイト3大会のメインイベントに乱入し、モクスリーを襲撃した。2月10日にはAEWに初参戦し、ケニー・オメガと組んでモクスリー＆ランス・アーチャー組とフォールズカウント・エニウェアマッチ（リング以外の場所でのフォールも有効となるルール）で対戦した。2月27日に念願のタイトルマッチが実現するも、王座奪取はならなかった。NEW JAPAN CUPにもエントリー。1回戦でジュース・ロビンソン、2回戦で鈴木みのるを下すも、準々決勝にて鷹木信悟に敗れ脱落となった。11月6日、IWGP USヘビー級選手権試合で棚橋に挑戦し、勝利し第11代チャンピオンとなる。
2022年1月1日、NOAH武道館大会に7年ぶりにKENTAとして参戦。杉浦軍として杉浦、桜庭和志と組み、マサ北宮、稲葉大樹、稲村愛輝と対戦した。試合途中、稲村にリング内外で執拗に攻められるも、最後はgo2sleepで3カウントを奪った。1月5日、東京ドーム大会において棚橋とのIWGP USヘビー級選手権試合（ノーDQマッチ）で負傷し鼻骨骨折、左股関節後方脱臼骨折、背部裂傷縫合術、左環指腱性槌指と診断される大怪我を負った。これにより、同月8日に予定された横浜アリーナ大会を欠場した。5月6日、自身のツイッターで医師からリング復帰許可が出たことを明かした。7月3日、半年ぶりに復帰するも、同日にWWEから復帰したKUSHIDAが同じ試合で復帰。注目がKUSHIDAに集まり恨み節を見せていた。7月16日から行われた、「G1 CLIMAX 32」に出場。Ｃブロックに加わり、3勝3敗の勝ち点6で負傷明けながらもリーグ戦を完走した。7月26日、自伝の『足跡』を出版。リング内外で自書の宣伝を精力的に行い、重版も行われた。
2023年2月19日、サンノゼ大会にてフレッド・ロッサーを破り、STRONG無差別級王座を戴冠。
2024年12月6日、新日本プロレス鹿児島大会（サンアリーナせんだい）第2試合の8人タッグの試合後にプロレスリングノアの拳王が乱入。拳王はマイクを握ると2025年1月1日のノア日本武道館大会での対戦をアピール。KENTAは「断る理由なんかねえよ、やってやるよ！」と対戦を承諾。1月1日、日本武道館大会にて、2014年徳島大会以来となる拳王vsKENTAのシングルマッチが実現し、go 2 sleepからのエビ固めで勝利した。
試合後のバックスペースで、KENTA「あいつ（拳王）言ってたじゃん｡俺が負けたらNOAHに出ろって｡じゃあ俺が勝ったら､俺がNOAHに出ちゃいけないの? 俺はいつだって準備できてるよ｡そうだろ｡それが言いたいんだよ､お前に｡勝った負けたじゃねえ｡俺は準備できてんだよ｡やってやるよ｡」とノア参戦を滲ませていた。

### プロレスリング・ノアに再入団
2025年2月13日、正式にノア入団を発表。2022年1月1日に杉浦軍、2023年1月1日に丸KENタッグとして一日限りのスポット参戦はあったが、2014年5月にノアラストマッチを行ってから、約11年ぶりにノア所属となる。
7月20日後楽園で当時GHC王座奪取の拳王に挑戦し、GHCヘビー級王座奪還を果たす。

## 人物
- 相手がヘビー・格上・師匠であろうが物怖じせず、そのまま突っ込んでいくストレートさと、相手を小馬鹿にした動作や「すかす」クレバーさを備えたタイプのレスラーである。童顔でルックスが良いためにプロレスとは関係のない雑誌にも数多く登場し、丸藤正道と共に女性ファン新規開拓の牽引役となっていた。
- 初期の頃は女性ファンに「ケンタきゅん」と呼ばれていたが、今では呼ばれることは無い。ムシキング・テリー戦以降から、子供達の人気も上昇している。
- 2006年の5月に入籍を発表。

### 人間関係
- 丸藤とタッグを組み、ジュニアタッグ王者の長期政権を築いていたが「丸藤さんとは仲が良くない」、「タッグを組んでいるのは、あくまで上を獲るため」と平気で言っている。しかしながら、2022年に出版された自伝では「本当に同じ時代に丸藤さんがいてくれてよかった」「あの人は天才である。動き、発想。閃き。本当にすごい」と評している[47]。
- 柴田勝頼のことは「ソウルメイト」と言い、趣味も同じことから公私ともに気の合う仲であることを公言している。しかし、2019年に新日本プロレスに参戦した際は、柴田にPKを叩き込んで柴田を裏切った（バレットクラブへの加入）。
- オッキー沖田を嫌っていた。理由は、オッキーがNOAH社長である三沢のことを「緑」と呼び捨てにしているのを目撃したためで、「自分には例える色もないくせに」と憤慨していた。
- 師匠である小橋をめぐる関係で、秋山とはそりが合わないとされていた。普段の興行ではタッグを組むことはまず無かった上に、対戦カードが組まれると秋山に対し普段以上の猛攻を浴びせ、秋山も何時も以上の冷徹さでこれに応戦していた。確執が決定的になったのは、2004年に行われた「蹴撃七番勝負」の秋山戦である。雑誌等の取材で秋山のことに話が及ぶと、敢えて「秋山氏」、「白パン」（秋山のリングコスチュームが白のショートタイツであることから）と呼んでいた。しかし、2009年の自身プロデュースによる興行でメインイベントで秋山と対戦した際は、試合後に自ら秋山に握手を求め、秋山もそれに応じた。その興行終了後に行われた『週刊プロレス』でのインタビューでは「秋山さん」と呼び、確執は解消され、そのインタビューの際にインタビュアーから「秋山さん、でいいんですか？」と逆に心配されたが、「いいです、いいです(笑)」と答えている。

### エピソード
- SUWA、金丸、平柳などヒールレスラーとの対立が多く、団体内では急所攻撃を受けることが多い。2011年からはヒールとなり、金丸、平柳とは同じユニットに属している。
- WWE入団後に使用しているイタミ・ヒデオというリングネームは、「イタミ」はアメリカでも人気のアニメ『NARUTO -ナルト-』のキャラクター「ペイン」に由来し、ペイン⇒PAIN⇒痛み⇒伊丹として命名。ヒデオは、元メジャーリーガーの野茂英雄に由来している[48]。
- 歌手の清木場俊介によく似ている。
- Twitter上では、YOSHI-HASHIを「棒」または「ブス」と呼ぶ[49]、他のレスラーのコラージュ画像を作成する[50]等している。
- 自伝である『足跡』をバックステージで宣伝する際、バックステージスタッフである下田美馬をよく巻き込んでいた。

### 趣味
- 好角家でもある。大相撲の話になると饒舌になり、力皇猛と仲が良いこともあって二人で両国国技館にて観戦したり、力皇の弟分である幕内力士などと食事をすることもある。また、毎場所の場所前には力皇から番付表を貰い、自分の部屋に飾っているという。

## 得意技

### フィニッシュ・ホールド
go 2 sleep（ゴー・トゥー・スリープ）
KENTAの代名詞的存在であり、オリジナル技。
相手をファイヤーマンズキャリーの体勢で両肩に担ぎ上げながら、相手の上半身を左手で下から押し上げ、軽く宙に浮き上がらせた相手の体を自身の正面へと落下させ、相手が落ちてくるのに合わせて自身は左足を振り上げて相手の顔面や胸板に左足で突き上げるような膝蹴りを叩き込む。
裏go 2 sleep
相手をアルゼンチン・バックブリーカーの体勢で両肩に担ぎ上げて相手の背中を左手で押し上げ、相手の体を軽く宙に浮き上がらせて相手の体を前方へと投げ捨てながら左足を振り上げて落下させた相手の後頭部に左足で膝蹴りを叩き込む。
ブサイクへの膝蹴り
助走して右足を振り上げながらジャンプして膝を突き出すように左足を折り畳み、相手の顔面に膝蹴りを叩き込む。一般的な飛び膝蹴りはジャンプするときの軸足とは反対の足で蹴るが、ブサイクへの膝蹴りは軸足（KENTAの場合、左足）で蹴るのが特徴である。
GAME OVER（ゲーム・オーバー）
オモプラッタとフェイスロックを複合した技で、KENTAのもうひとつのフィニッシュ・ホールド。
相手の右腕を柔術テクニックでオモプラッタの体勢でうつ伏せにした相手の右腕を両脚で挟み込み、相手の顔面を両手で締め上げてフェイスロックで極めて相手の上半身を反り上げる事で相手の首、肩にダメージを与える変型のクロスフェイス。
カール・マレンコのカール・シックルとほぼ同じ形。
2011年のグローバル･リーグ戦から使い始め、ヘビー級相手の勝率が格段に上昇した。完全に極まれば、かなりの確率でギブアップを奪うことができる。WWE所属時代はほぼ封印状態であったが、新日本プロレス移籍後に解禁された。
ショットガンキック
ジャンピング式フロント・ハイキック。
助走を付けてジャンプし、片足を前方へ差し出して足の裏を相手の顔面にぶつけていく。試合中盤に使うが、走ってからジャンプする点でブサイクへの膝蹴りと酷似しているため、間違われることもある。

### 打撃技
顔面ウォッシュ
コーナーに座り込んだ相手の顔面を靴底で何度もこすり上げる。ダメージそのものより相手に屈辱感を与えるのが目的の技。対角線のコーナーから助走を付けて高く跳び上がり滞空時間の長いドロップキックで相手の顔面を蹴りつける。
串刺し式ドロップキック
串刺し式ランニング・フロント・ハイキックのコンビネーションで相手をコーナーにダウンさせて、対角線のコーナーから助走を付けて座り込んだ相手の顔面に目掛けて、ドロップキックで相手の顔面を蹴りつける技を使用する。
サッカーボールキック
座っている相手の背面へ強烈に蹴る技。
ランニング・サッカーボールキック
助走を付けてから繰り出すサッカーボールキック。川田利明の同様の技で、座っている相手の頭部（顔面・側頭部・後頭部）を狙ったものを得意としている。正式名称は定まっていない。座っている相手の胸部を狙って繰り出す物を必殺技としており、ペナルティキック（PK）の名称で使用している。同様の技を高山善廣も使用している。この他にも、座っている相手の背面へのランニング・サッカーボールキックを使用している。
ステップキック
前屈みの相手の顔面を、自分の片足の甲で下から上へと蹴り上げる技。相手の後頭部を片手で押さえて繰り出したり、その状態で連発したりするものもある。川田利明、天龍源一郎も得意としている。
顔面爪先蹴り
うつ伏せで倒れている相手の顔面を、自分の足の爪先辺りで蹴り上げる技。甲辺りを使う場合もある。軽く当てるように蹴る場合が多いのでチョン蹴りとも呼ばれる。威力よりも挑発の意味合いで使用される場合が多い。天龍源一郎、川田利明の他、柴田勝頼がゴール・キック（GK）の名称で使用している。GKのGは、ゴールの意味の他に顔面、天龍源一郎の名前・源一郎などの意味合いもある。
バズソーキック
仰向けになった相手の上半身を起こして相手の左側頭部を振り抜いた右足の甲で蹴り飛ばす。
エルボー
エルボー・スタンプ
張り手
逆水平チョップ
ローリング袈裟斬りチョップ
各種蹴り技
ローキック、ハイキック、ローリング・ソバット
ミドルキック
キックボクシング仕込の切れ味鋭いキックを繰り出す主力武器。
ドロップキック
クローズライン
KENTAのラリアットは、通常、スプリング・ホールド式、ダイビング式の3種類を使用する。
ローリング・ラリアット
試合終盤にて繰り出される回転して決めるラリアット。
フロント・ハイキック
トルネードキック
相手が四つん這い状態で、自身は全身で回転力を加えながら片足で飛び上がって蹴り付ける技。

### 投げ技
ファルコン・アロー
ブレーンバスターの体勢で持ち上げた後、相手の頭が自分の方にくるようあお向けに回転させながら自分は前方開脚、尻餅状態に座りながら股の間に相手の後頭部から背中を投げ落とす。FMWのハヤブサが開発したことでこの名がついた。現在のスタイルが確立される前から大一番で使用されることが多い技である。
2005年以降、ビッグマッチでは雪崩式に使用することもあり、投げ技の中心となっている。2006年10月29日の丸藤正道戦では、断崖式で繰り出した。
フィッシャーマンズ・バスター
相手を前かがみにさせ、左腕で相手の首を下から巻きつけロックし、左腿を右手で抱えて持ち上げる。この状態で担ぎ上げ、垂直落下式に落とす技。ファルコン・アロー共々キック主体となる前から度々使用されている。雪崩式で繰り出す際は、場所によって捻りを加えてドノバン・モーガンのコークスクリュー・ネックブリーカーのように落とすこともある。
タイガー・スープレックス
詳細はリンク先参照。KENTAのものは三沢光晴式（'84）で、クラッチしている。2004年頃から使用され始め、中盤から試合を決めに行こうとする繋ぎの投げとしてビッグマッチで使用されている。丸藤とのGHCヘビー級王座戦では雪崩式（下田美馬のデスレイクドライブ）で出した。
ターンバックル・パワーボム
パワーボムで担ぎ上げた相手をコーナーのターンバックルに後頭部から叩きつける技。元々は師匠である小橋建太の技であったが、ビッグマッチで何度も使っていくことで自分の技へとしていった。
DDT
グリーンキラー
トルネード・スタンガン
KENTAの得意技。
スイングDDTのスタンガン。
コーナー上に座って相手の頭を脇に抱えて、スイングDDTの体勢で遠心力を使ってトップロープを越えてエプロンサイドに自ら着地する勢いでトップロープに相手の首を打ち付ける。
ファイヤーマンズキャリー・ボム
ファイヤーマンズキャリーの体勢から相手を旋回して、シットダウン式で落とす。KENTAが一時使用していた。

### 飛び技
ダイビング・フット・スタンプ
天高くジャンプし物凄い勢いで落ちてくるため、観客席からは悲鳴にも近い歓声が上がる。2006年の丸藤戦、2007年の森嶋猛戦では、場外で倒れている相手にトップロープから繰り出す。
スワンダイブ式ミサイルキック
KENTAにとっては珍しい飛び技の一つ。ファルコン・アロー同様、KENTAが長く愛用している技の一つである。2006年1月22日の丸藤戦の解説（高山善廣）によると、受身の取り方を背中でとるものから捻りを加え前でとるものに変更したとのこと。
スワンダイブ・ラリアット
柴田勝頼との合体技「タッチ・ザ・スカイ」の披露後に使われだした技。相手の位置は違うが（タッチ・ザ・スカイは相手が柴田の肩車に乗せられている。）、「1人タッチ・ザ・スカイ」とも言える。
ダイビング・ニー・ドロップ
KENTAの場合は、相手をセカンドロープに引っかけた所へ膝を落とす形で使うことが多い。

### 関節技、締め技
STF
2007年頃からは、試合中盤の繋ぎとして使用している。
腕極め卍固め
卍固めをかけた状態から相手の左腕を腕固めに捕える複合関節技。元は柴田が開発した技で、柴田から伝授された。
テキサス・クローバー・ホールド
KENTAが若手時代に得意としていた技。フィニッシュになることもあった。2009年にも再び使用し、この技で平柳と起田高志に勝利している。小橋も若手時代から得意としていた。

## 小橋建太との関係
- 練習生時代には師匠の小橋建太から「俺と一文字違いということで周りから色々と言われるかもしれないけど、お前はお前で小林健太を確立していけばいい」とアドバイスを受けた。
- リングネームをKENTAとした理由は、師匠の小橋建太からの提案。プロレスリング・ノア旗揚げ前に小橋建太が膝の手術で入院していた頃、お見舞いに来ていたTHE YELLOW MONKEYの菊地英昭から「KENTAという名前はどうだ？」という話が出ていたという。その後小林名義で怪我の絶えなかったことから、小橋がその「KENTA」という名前を小林健太に提案し、小林が吹っ切る意味で名前を変える決断をしたという。決して「小橋建太に似ているから」という理由ではない。
- ノア時代、小橋が膝の怪我悪化で長期離脱を余儀なくされた頃、小橋はバーニング解散を宣言する。その旨を小林に告げ、付け人も辞めて別のチームにでも行けと言うと「絶対嫌です」と固辞し続け、結局一人だけバーニングに残ることになった。

## タイトル・表彰
プロレスリング・ノア
- GHCヘビー級王座：第19代・第48代

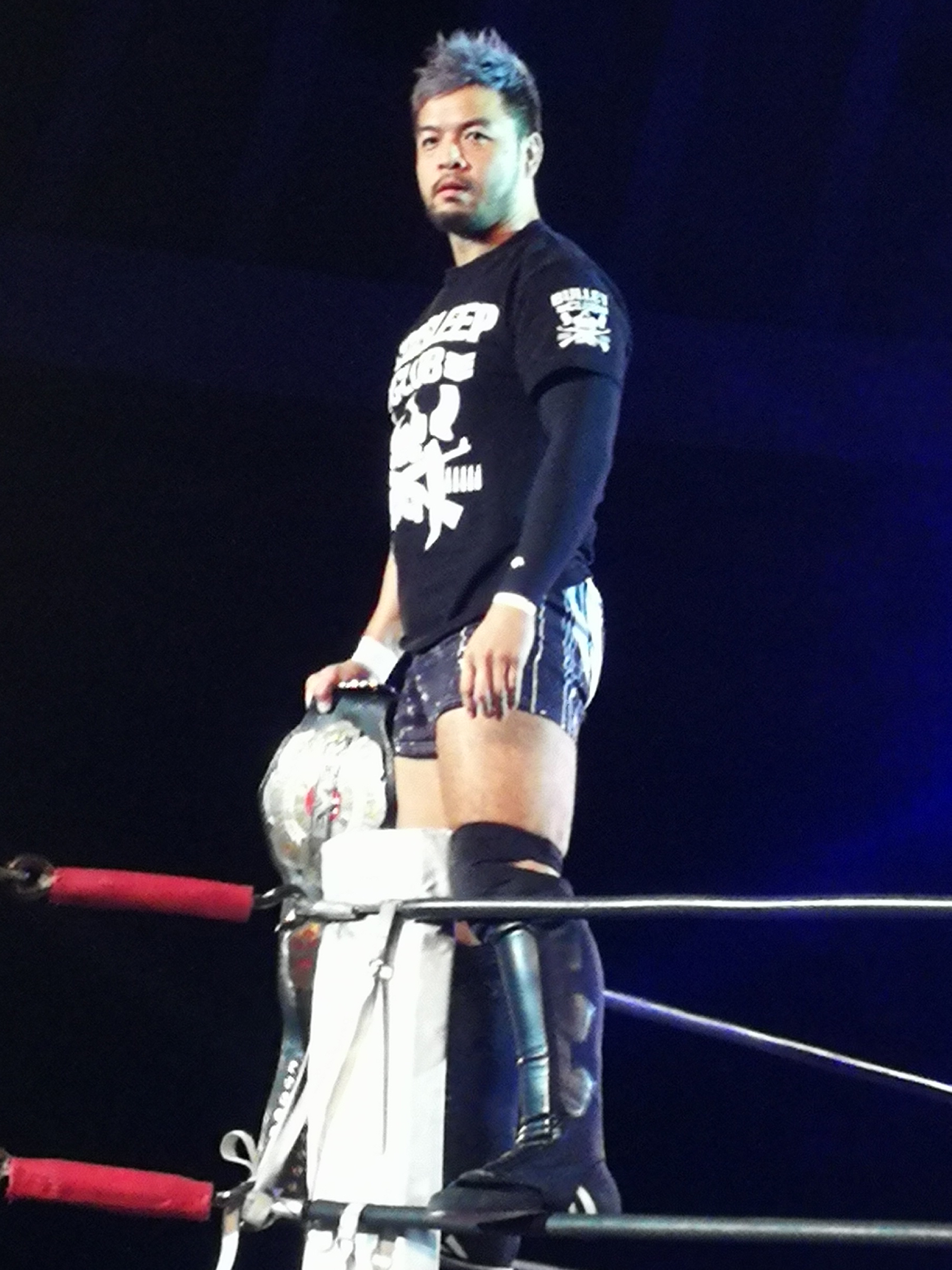
NEVER無差別級王座

- GHCジュニアヘビー級王座：第10代・第16代・第18代
- GHCタッグ王座：第25代（パートナー：マイバッハ谷口）
- GHCジュニアヘビー級タッグ王座：3回（パートナーは初代が丸藤正道、第9代が石森太二、第14代が金丸義信）
- グローバル・リーグ戦：優勝（2012年）
- TORNEO LATINO AMERICANO DE LUCHA LIBRE：優勝（2012）
- ディファカップ：優勝（2005年）（パートナーは丸藤）
- 日テレG+杯争奪ジュニアヘビー級タッグ・リーグ戦：優勝（パートナーは2007年、2008年が石森太二、2010年は青木篤志）
- グローバル・タッグ・リーグ戦：優勝（2013年）（パートナーは高山善廣）

WWE
- レッスルマニア・アクセス NXTトーナメント：優勝（2015年）

新日本プロレス
- IWGP USヘビー級王座：第11代
- NEVER無差別級王座：第27代
- STRONG無差別級王座：第3代・第5代
- IWGPタッグ王座：第101代・第103代（パートナー：チェーズ・オーエンズ）
- NEW JAPAN CUP in USA ： 優勝（2020年）

DEFY Wrestling
- DEFY世界王者

TEXAS WRESTLING CARTEL
TWCタッグ王座（パートナー：チェーズ・オーエンズ）
プロレス大賞
- 技能賞（2011年）
- 殊勲賞（2013年）
- 最優秀タッグチーム賞 （パートナーは丸藤正道）（2003年）
- 年間最高試合賞（10月29日日本武道館、GHCヘビー級選手権試合、丸藤正道 vs.KENTA）（2006年）

## 入場テーマ曲
- SHOUT OF MY SOUL / 山口大輔
- FOR ONE'S LIFE / BRAHMAN （- 2002年）
- NO LIGHT THEORY / BRAHMAN （2002年 - 2004年）
- The Champ Is Here (remix) 〜Art And Life Chi-Roc （2004年 - 2006年）
- What You Know (Instrumental) / T.I. （2007年1月8日 - 2011年2月13日）
- Hard in da Paint / Waka Flocka Flame（2011年2月16日 - ）
- Enio / SebastiAn（ - 2014年5月17日、2025年1月1日 - 現在）
- Tokiwakita (Time Has Come) / CFO$（2014年9月12日 - 2019年2月22日）
- Overture / 北村陽之介（2019年7月6日 - 9月15日）
- Cicatriz / Kamixlo（2019年9月15日 - 2025年1月6日）

## 著書
- 足跡（2022年7月26日、ベースボールマガジン、ISBN 978-4-5831-1441-5）[51]